# Открытый чемпионат Германии по теннису среди женщин 2007

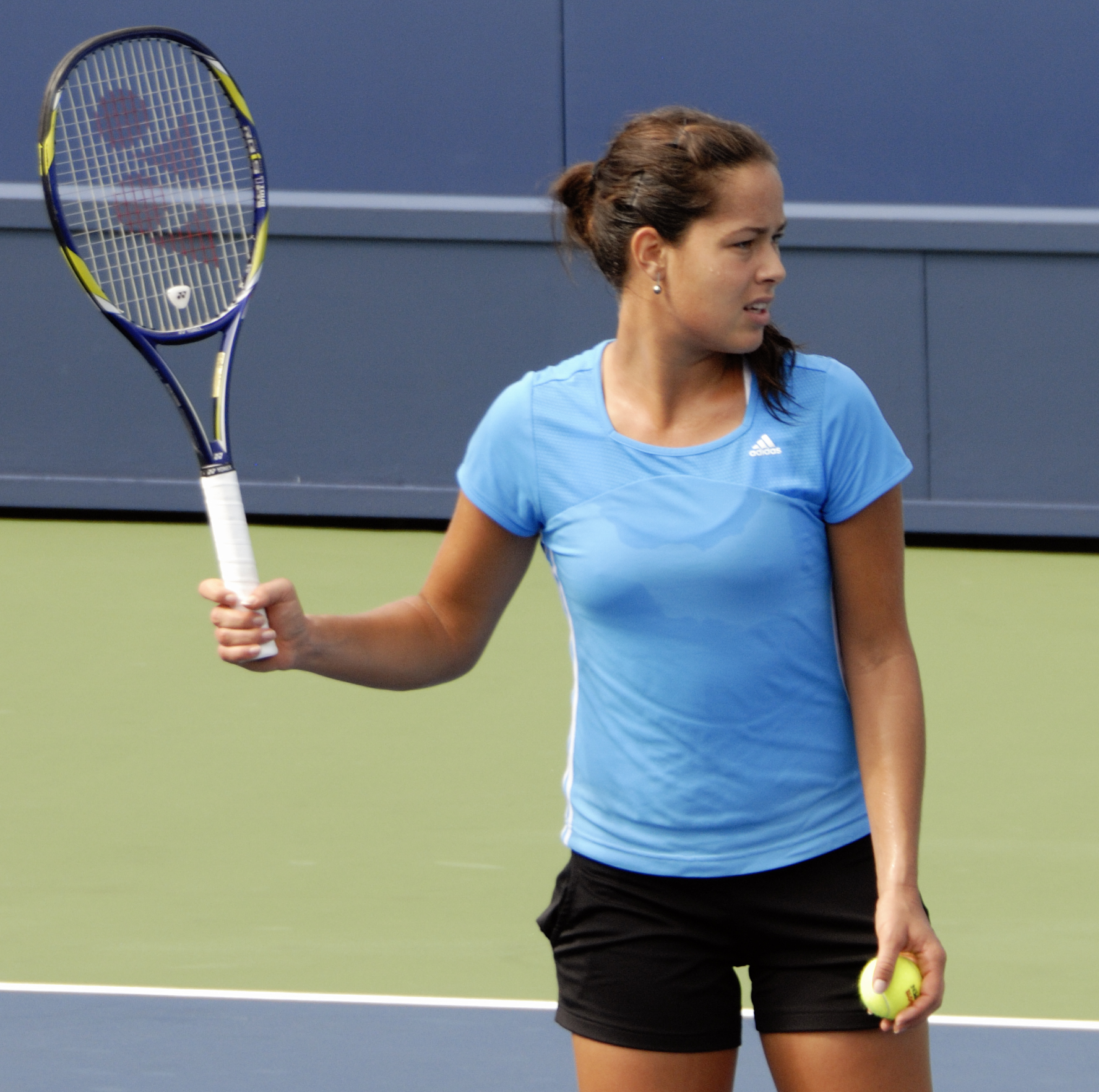
Победительница одиночного турнира — Ана Иванович из Сербии.

Qatar Telecom German Open 2007 — ежегодный профессиональный теннисный турнир 1-й категории для женщин. Соревнование традиционно проводились на открытых грунтовых кортах в Берлине, Германия. Соревнования прошли с 5 по 13 мая.
Прошлогодние победители:
- в одиночном разряде —  Надежда Петрова
- в парном разряде —  Янь Цзы и  Чжэн Цзе

## Соревнования

### Одиночный турнир
Ана Иванович обыграла  Светлану Кузнецову со счётом 3-6, 6-4, 7-6(4)
- Иванович выигрывает 1й турнир в году и 3й за карьеру.

### Парный турнир
Лиза Реймонд /  Саманта Стосур обыграли  Татьяну Гарбин /  Роберту Винчи со счётом 6-3, 6-4.
- Реймонд выигрывает 4й титул в году и 64й за карьеру.
- Стосур выигрывает 4й титул в году и 21й за карьеру.